# Castillo de Pischalauski
El Castillo de Pischalauski(en bielorruso: Пішчалаўскі замак) también deletreado como Castillo Pishchalauski, es una estructura en la ciudad de Minsk, la capital del país europeo de Bielorrusia. El castillo también es conocido a veces como la "Bastilla bielorrusa". Se trata de un monumento arquitectónico registrado como tal por el estado. El castillo fue construido en 1825 y fungió como prisión. El arquitecto fue Pishchala. El castillo fue el lugar de reclusión del escritor bielorruso Yakub Kolas de 1908 a 1911. En 2008 el castillo fue utilizado como centro de detención previa a juicios.